# Valle del Nestore
La Valle del Nestore (o Valnestore) è una vallata situata in Umbria, nelle provincie di Perugia e Terni, originata dal fiume Nestore, da cui prende il nome. I comuni che ne fanno parte sono Monteleone d'Orvieto (provincia di Terni), Città della Pieve, Panicale, Magione, Piegaro, Corciano, Perugia e Marsciano, facenti parte della provincia di Perugia. A Marsciano la vallata si apre verso la Valtiberina, originata dal Tevere, in cui il Nestore sfocia poco oltre la stessa Marsciano. Le caratteristiche principali dell'intera valle sono la sua pacatezza nelle forme, tipiche del paesaggio umbro, e la presenza di numerosi piccoli borghi lungo le sponde del fiume o poco distanti da esso. La Valnestore arriva per estensione fino al lago Trasimeno, per una superficie circa 800 km². Da registrare che i comuni di Corciano e Magione fanno parti della valle perché vi scorre il Caina, affluente del Nestore.

## Storia
La nascita potrebbe essere stata originata dalla scomparsa del Lago Tiberino (400.000 anni fa). La storia è collegata ai comuni di Città della Pieve, Corciano, Magione, Marsciano, Monteleone d'Orvieto, Panicale, Perugia e Piegaro ci racconta di resti appartenenti al Neolitico ed agli Etruschi. La valle nel corso dei secoli è stata centrale, sia per strategia che per agricoltura. I Romani, Longobardi, gli Ostrogoti, i bizantini hanno comandato la valle per secoli. Di grande importanza è stata la Valnestore durante il VI secolo per la presenza del Corridoio Bizantino. Durante il Medioevo i comuni di Perugia e Todi si spartirono la vallata. Dal XIV secolo lo Stato Pontificio ne assunse il controllo, fino al 1866, anno in cui la regione Umbria fu annessa al Regno d'Italia.

## Flora e Fauna
Le specie della flora più diffuse sono sia allevate sia spontanee e sono:
- Quercia
- Faggio
- Olmo
- Cerro
- Acacia (Robinia)
- Vite
- Olivo
- Pioppo
- Rovo
- Sambuco
- Ortica
- Salice

Le specie faunistiche più diffuse della valle sono:
- Lepre
- Cinghiale
- Volpe
- Nutria
- Merlo
- Airone
- Passera
- Corvo
- Beccaccia
- Pettirosso
- Gazza Ladra
- Tordo
- Fagiano
- Tortora
- Martin pescatore
- Germano Reale
- Falco

## Tessuto economico della valle

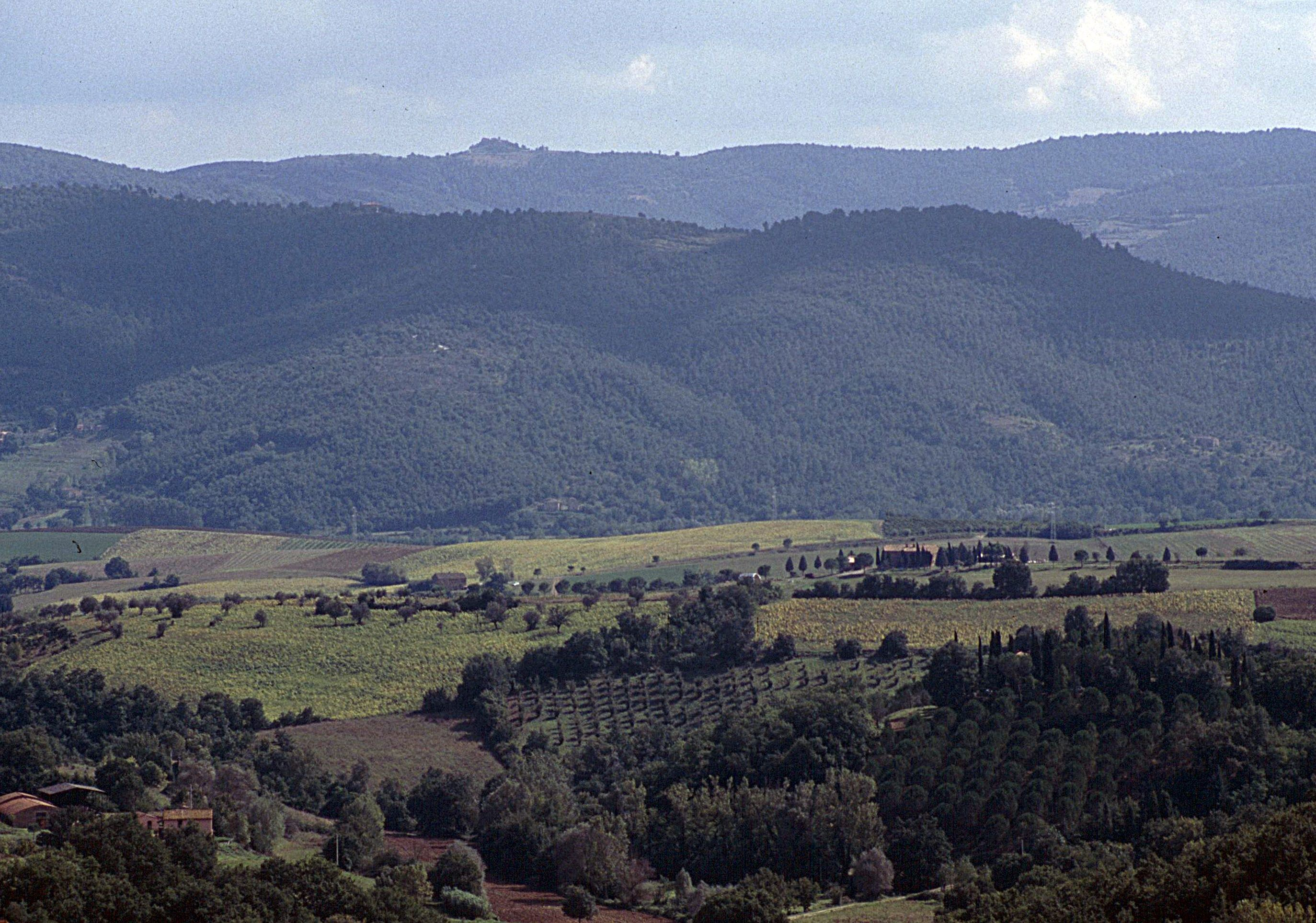

La valle del Nestore presenta molte attività, in tutti i settori produttivi. Trainante è l'agricoltura, con prodotti ceralicoli ed orto-frutticoli. Altre colture caratterizzanti la valle sono: Tabacco, mais, vite ed olivo. Importante è anche il ruolo dell'industria, con importanti aziende nel campo alimentare, e tra esse spicca la Perugina, storica azienda dolciaria nota in tutto il mondo. Poi sempre nel settore secondario troviamo un'importante ditta di laterizi, FBM, con sede storica in Marsciano. Il settore terziario è trainato dal turismo. Suggestive le mura etrusche di Perugia, la Rocca Paolina, il centro storico di Monteleone d'Orvieto, I borghi del comune di Marsciano ed i centri storici di Piegaro e Panicale. 